# 2881 Meiden
2881 Meiden è un asteroide della fascia principale. Scoperto nel 1983, presenta un'orbita caratterizzata da un semiasse maggiore pari a 2,2479878 UA e da un'eccentricità di 0,1537635, inclinata di 4,61396° rispetto all'eclittica.